# Kai Benedict Ahlefeldt-Laurvig
Kai Benedict Ahlefeldt-Laurvig, född 12 februari 1903 i Köpenhamn, död 13 juni 1985, var en dansk greve (lensgreve), godsägare och hovjägmästare.
Ahlefeldt-Laurvig var ledare för motståndsrörelsen i Langeland under ockupationen av Danmark under andra världskriget. Han deltog i motståndsarbete från 1941 och var också med i Danmarks Frihedsråds lokalkommitté.